# 大泷咏一
大泷咏一（Eiichi Ohtaki，大瀧詠一或大滝詠一，本名大瀧榮一，1948年7月28日—2013年12月30日），為日本的流行音乐家。
他具有创作型歌手、作曲家、编曲家、音乐制作人、唱片公司所有者、电台DJ 、录音工程师、母带处理工程师、作家、原Oo Records董事等多重身份。

## 生平

### 早年生活和学生时代
大泷咏一出生于岩手县江刺郡梁川村（后来的江刺市，现在的奥州市）。他在单亲家庭长大，母亲是公立学校老师，他小学和初中时期經常转学（小学从江刺转到远野，初中从远野转到釜石） 。
小学五年级夏天，他在亲戚家听了康妮・法蘭西絲的《Lipstick On Your Collar》后，被此曲所震憾，从此迷上美国流行音乐。他於就讀初中后，加入了无线电俱乐部，制作了自己的收音机，并开始收听美军远东广播（FEN）和日本放送的节目。不久他开始收集唱片，并开始分析聆听猫王、海滩男孩等音乐，以此加深自己對音樂的研究。
所以，他能记住1962年夏天到1966年间所有进入排行榜的歌曲。虽然一般只讨论他在西方音乐方面受到的影响，但在同一时期，他也喜欢听小林旭和三桥美智也等人的作品。据说著名喜劇演員植木等在他所屬的喜劇音樂團體「Crazy Cats」中所演唱的一首《スーダラ節》，對大瀧影響深遠。
1964年，他进入岩手县立花卷北高中就讀。他独自住在寄宿处，但由于把学费全部投入唱片中，一年后因未缴学费而被退学，转学到岩手县立釜石南高中（现为岩手县立釜石高中）。就在进入大学前，他在FEN了解到披頭四樂團，从那时起开始购买各种英国摇滚乐唱片。转学到釜石南高中后，他首次组成樂團。他在一支名为“Splendors”的乐團中担任鼓手。本来他想组一支喜剧摇滚乐團，但找不到志同道合者，只好组成披头風的樂團。當時其中一名成员是现任釜石市立铁历史馆馆长的佐佐木谕。
1967年，他搬到东京，在小岩的一家钢铁公司就职，但上班大约20天，仅在職三个月后就辞职了。辞职几天前公司在船桥健康中心举办慰问会，他清唱披头四的《Girl》助兴时，上司说：“你不是应该出现在这种地方的人。”  同年夏天，他结识布谷文夫并组成一支名为“taboo”的乐團，他担任鼓手，但於同年年底解散。
1968年，大瀧进入早稻田大学第二文学部就讀。透过布谷的關係而與大瀧結交的友人中田佳彦，将他介绍给细野晴臣，两人一拍即合。两人第一次见面是在大泷被邀请到细野家时。当时，细野在家中摆了The Youngbloods的《Get Together》（单曲版）来“试试他的本领”。大泷一走进房间就注意到了，说道：“哦，是《Get Together》。”，给细野留下深刻印象。此后，大泷、中田和细野三人定期举办流行音乐研究会。1969年，就在细野所属的乐團“April Fool”解散前，他獲邀加入细野與松本隆正在筹組的新乐團，他接受了。

### 1970年代
1970年，“Valentine Blue”團名更名为“はっぴいえんど” （英文「Happy End」的平假名拼音），并以同名专辑《Happy End》出道。这期间，他参加了《新宿Playmap》杂志的座谈会（而後發展成平面媒體上著名的「日语摇滚争论」）。
1971年，在はっぴいえんど的活動期间，他开始个人活动并发行了专辑《大瀧詠一》（1972年）。在はっぴいえんど解散后，他并没有转向个人活动，而是开始制作广告歌曲，这对于当时的创作歌手来说是很不寻常的，他并开始监制ごまのはえ、布谷文夫等新人的專輯。
这段时间，伊藤银次偶然听到了山下达郎在1972年发行的自制专辑《ADD SOME MUSIC TO YOUR DAY》，并将《ADD SOME MUSIC TO YOUR DAY》带到大泷家。在专辑中听到山下歌声的大泷，从专辑上列出的联絡方式与山下搭上線，并邀请他到家中。因为彼此對美国流行音乐的共通爱好，他们一拍即合。山下问他“是否可以在はっぴいえんど的解散演唱会上帮忙合唱？”於是成为山下的正式出道。这一切雖然是从伊藤银次把山下自己制作的专辑带到大泷家开始，但最终却是他与大泷的邂逅才导致山下的正式出道，所以大瀧可说是一手发掘出山下达郎的伯樂。此后，他与山下的友好关系一直持续到2013年去世。
1974年9月，他成立了一个名为“Niagara Label”的私人唱片品牌，自己负责作词、作曲、编曲、制作、录音工程、母带制作管理等，并与Elec Records签約。次年（1975年）他发行了はっぴいえんど解散後的首张个人专辑《NIAGARA MOON》。此外，他在关东广播电台（现为RF Radio Japan ）开始自己担任DJ的节目“Go Go Niagara” ，在学生聽眾群中获得核心樂迷基础，并开始集中精力于个人活动。然而就在此时，Elec Records缩編业务规模，造成這份合約被取消。
1976年，Niagara唱片被转移到日本哥伦比亚。当时的合約是他们将为大泷的录音室「福生45錄音室」（FUSSA 45 STUDIO），提供一台当时最先进的16軌多轨录音机，交换條件是他们将在三年内制作12张专辑。他后来回忆起与哥伦比亚签下这份約的三年时光，曾说過：“这三年來我没有去任何地方，就是待在录音室裡頭。”
《NIAGARA TRIANGLE Vol.1》《GO! GO! NIAGARA》《NIAGARA CM SPECIAL Vol.1》大受欢迎，但由于音樂風格以當時而言走得太過前衛，尽管与之后的作品相比完成度极高，但销量却陷入低迷。1977年的《NIAGARA CALENDAR》，甚至没有登上销售排行榜。
1978年《LET'S ONDO AGAIN》发行后，与哥伦比亚的合約终止。福生45錄音室的设备也遭到出售，Niagara唱片进入休业状态。从那时起，他在唱片销售权合約期滿前的剩余两年内，无法发行任何个人作品。这一年他只制作了三张专辑，这是大瀧自己所設下的限制，因为原本的簽約內容是要再製作一张专辑。1980年，哥伦比亚公司主导发行了《TATSURO YAMASHITA FROM NIAGARA》，让他松了一口气。

### 1980年代前期
自1979年开始，大瀧以音乐制作人身分展開活动，次年他跳槽到经常进行音樂制作工作的CBS/索尼。他与老朋友松本隆合作，开始录制后来成为集Niagara之大成的作品。在录音期间，他還為太田裕美譜寫了《告别西伯利亚铁路》（さらばシベリア鉄道），这首歌成为大泷的第一首热门单曲。
大泷的著名专辑代表作《A LONG VACATION》于1981年3月发行。起初销量低迷，但逐渐上升，并在夏季达到排行榜第二名。这張專輯並获得第23届日本唱片大奖最佳专辑奖。他为同年7月发行的西城秀树专辑《ポップンガール・ヒデキ》提供了《Sports Girl》和《Lonesome City》两首曲目（松本隆作词）。1983年前，大泷持续专注于為其他歌手寫曲與音樂制作，与松本隆搭档制作的松田圣子单曲《风起》（風立ちぬ）首次登上單曲排行榜冠軍。点头三重奏（うなずきトリオ）的单曲《点头进行曲》（うなずきマーチ）成为第一首由大泷同时作词、作曲的进榜歌曲。这段期间，大泷因為创作出许多偶像歌曲而声名鹊起，並為森进一寫出了单曲《冬季的海岸》（冬のリヴィエラ），扩大了提供歌曲的歌手类型范围，開始为主流歌谣曲歌手提供歌曲。
在制作1984年发行专辑《EACH TIME》的过程中，大瀧发现自己陷入写不出歌的状态了。在自己的流行音乐史研究过程中，逐渐看不到不断发表原创作品意义所在的大泷，决定在这張专辑发行后暂停音乐制作工作。1985年6月的はっぴいえんど重聚演唱，是他最后一次现场演出，在同年11月发行单曲《フィヨルドの少女》后他停止发行新曲，直到1997年。

### 1980年代后期 - 1990年代
大瀧在80年代后期仍继续活跃，1985 年，大瀧為自己以往就相當欣賞的老牌藝人小林旭創作了《火热的心》（熱き心に）這首曲目，並透過此曲的主流流行音乐風，除了讓過往樂迷重溫當年「勁爆小子」（マイトガイ，小林旭的暱稱）的風采，也讓新世代聽眾得知這位往年銀幕巨星的存在，因此使小林旭再度翻紅。次年，他為了纪念自己所熱愛的喜劇乐團「Crazy Cats」成立30周年，為該團所推出的新曲《実年行進曲》擔任作曲與編曲，另外還為Crazy Cats的1961年發行單曲《五万節》重新翻唱版本《新五万節》擔任編曲（列名方式則为“编编曲”）。大瀧身为當年创作出Crazy Cats许多歌曲的名作曲家萩原哲晶（原曲《五万節》正是由萩原擔任作曲與編曲）的樂迷，在此曲中還为了向萩原致敬，将他的名字以“原编曲”名义记载。
自1980年代后期以来，他陸續展開Niagara唱片過往專輯作品的母帶重製，並担任對自己深受影响的前人音源复刻系列“LEGENDARY REMASTER SERIES”的监修與解说文撰稿，還在电台的特别节目中担任DJ。此外，他从1979年正式开始的流行音乐史研究工作，在1983年首次明确为“分母分子論”，在1991年进一步发展为“普動説”。
自1988年为小泉今日子提供《快盗Ruby》以来，他就不再作曲了，但在1994年，他加入了索尼唱片旗下的Oo Records ，担任董事和制作人。次年，应樱桃子的请求，为动画《樱桃小丸子》创作了主题曲。七年来他首次以作曲家身份回归则是为渡边满里奈提供《愉快的预感》（うれしい予感）。
1997年，他发行了时隔12年的第一首新歌《幸福的结局》（幸せな結末）。这首歌曲是富士台月9电视剧《戀愛世代》的主题曲，大卖逾百万张。当时，他在《大泷咏一的All Night Nippon DX》（大滝詠一のオールナイトニッポンDX）中表示，自1985年以来，他已经“退休”了12年。由于他主要提供乐曲，或是进行音乐制作工作，可以说他已经以歌手的身份退休了。继《幸福的结局》之后，他还制作了市川实和子的单曲《Pop Star》。

### 2000年代 - 2010年代
2000年后，他重新展開旧作的母帶重製并监修音源的复刻。另外他还开始尝试重新將自己过去的广播节目重製母帶後重播，为自己過往的广播节目录制新系列等各種活動。
2003年，他发行了六年来的第一张单曲《恋するふたり》。该曲是月9电视剧《东京爱情電影》（東京ラブ・シネマ）的主题曲，大受欢迎。此外，他在竹内玛丽亚的专辑《Longtime Favorites》中，與竹內合唱了法蘭克·辛納屈和南西·辛納屈父女的著名對唱曲目《SOMETHING STUPID》，这是他生前最后发表的音樂作品。
2004年底，他在自家中安装了母带处理设备，并重新开设福生45录音室。从2005年起，他开始陸續发行經重新混音提昇音質的Niagara過往專輯30周年纪念版本，且定位成最终重制版。2014年3月，预计发行最后一張專輯作品《EACH TIME》的30周年纪念重制版。另外，广播节目《大泷咏一的美国流行音乐传》（大瀧詠一のアメリカン・ポップス伝）也渐入佳境，预计将在2014年春夏完结，并将焦点转向英国流行音乐传。
2005年，隧道二人组发起新歌企划，大泷制作了由糸井重里作词的《ゆうがたフレンド (USEFUL SONG) 》，但这首歌因与最初隧道二人组所希望的感觉不符而未能发行 。在这首歌的制作过程中，大泷自己演唱的版本也于2005年12月12日录制，这是大泷的最后一次正式演唱录音。 
2011年3月11日东日本大地震发生后，大泷藉由持续打電話给身在家乡当地的同学确认平安，並向受灾的同学致贈签名CD等方式，表达对受灾家乡的思念与关心。

### 65岁时突然去世
2013年12月30日17时50分左右 ，他在东京西多摩郡瑞穗町的家中，与家人吃完晚饭后吃苹果时倒下，被紧急送往医院。据警视厅福生警察署，大泷的家人表示大泷“吃苹果时噎住了” 。急救人员赶到时，他已处于心肺停止状态，被送往医院后于晚上19时左右确认死亡，死因为夹层动脉瘤（關於发病部位等详细資訊則未於媒体上公布），享年65岁。
他突然去世的消息震惊了音乐界，在大瀧生前與他曾有音樂交流的佐野元春 、山下达郎 、大贯妙子、吉田美奈子 、桑野信义等人纷纷表示哀悼 。此外，大泷的长期盟友松本隆在他的推特上发表悼词，发布了以大泷的歌曲《告别西伯利亚铁路》（さらばシベリア鉄道）为灵感的悼词，称他为“歸返北方的十二月旅人”（北へ還る十二月の旅人よ）。
2014年1月4日，葬礼在东京都内举行，有约100名相关人士参加。葬礼现场播放了他從未发表的自行翻唱版《如果在梦中相见》（夢で逢えたら）。灵柩由はっぴいえんど其他三位成员松本隆、铃木茂和细野晴臣三人扶棺。另外，应众多工作人员及相关人员的期望，于3月21日举办一场“告別追思会”，当天是《A LONG VACATION》的发行纪念日，也是大泷最终专辑《EACH TIME 30th Anniversary Edition》的发行纪念日，会上为一般参與者设置了鲜花供桌。  
在3月21日《EACH TIME》发行之前的3月19日，开始在iTunes Store平台同时上架他的过往作品，其中還包括难以获得的绝版曲目，如Celia Paul演唱版本的《如果在梦中相见》（夢で逢えたら）、未单独发售CD的《DEBUT》，以及在30周年重制版中被移除的《LET'S ONDO AGAIN》等珍贵音源。但是，在周年纪念CD化发行时移除了追加曲目，仅收录原始专辑中收錄的曲目。
在告别会上大瀧的遺孀透露，他的最后一句话是“老婆，谢谢妳”（ママありがとう），之后即告昏迷还出现紫绀。等待急救人员到达期间，他的妻子（是一名護理師）持续进行心脏按摩，但他未能恢复意识，最终去世。她继续表示：“我想我们当天交谈了大约20分钟。现在回想起来，这些对话都成了遗言。本来，他应该在12月底听他最喜欢的落语，并在录音室整理和收拾，但去年却没有这样做。他在去世前说的『谢谢』，我想是想要我代表他向長久以来支持和关心他的所有人以及樂迷们表達感谢。我藉此机会真心感谢大家”，並深深一鞠躬。

### 去世后
在大泷去世后约1年的2014年12月3日，发行了他生前曾向山下达郎讲述过构想的音樂生涯精選辑《Best Always》。其中收录了大瀧秘密录制的《如果在梦中相见》（夢で逢えたら）的自行翻唱版本。这是时隔11年再次发行的大泷新曲。此外，长期以来备受期待的《Niagara CD Book II》也在延迟后于2015年3月21日发行。
自2020年10月1日起，在大泷的出生地附近的东日本旅客铁道（JR东日本）东北新干线水泽江刺站，以改编版的《你是自然色》（君は天然色）用作列车发车铃声。
2021年3月21日，大泷在Niagara品牌下的所有独立名义音樂作品上架串流平台。同年3月3日12:00，於YouTube公开了《你是自然色》（君は天然色）的MV。这是为纪念《A LONG VACATION》发行40周年所制作的该曲首部MV。MV畫面中將當時为该专辑繪製封套插畫的永井博插画以立体形式呈现，並由大瀧的忠实樂迷，动画影片导演依田伸隆所執導。
2023年10月25日发行的松田聖子精选集《Bible -milky blue-》中，收錄了她與大瀧合唱的《風起（duet version）》（風立ちぬ（duet version））。这个版本是在1981年松田录制《風起》时，大瀧在出于好玩的心態下将松田與自己的歌声一起混音，所制作出的二重唱版。原本是一直未对外公开的音源，但在大泷逝世10周年之际正式公开。

## 人物相关

### 主要别名
他独特的幽默风格也反映在他使用的众多别名中。他的第一个别名是“切尔西（ちぇるしぃ）”。大泷与民谣时期的细野晴臣一起，以“细野晴臣 + α”的名义登台演唱琼尼・米歇尔的《Chelsea Morning》，观众席上的“守卫约翰·塞巴斯汀和民谣摇滚协会”的成员开始称他为“切尔西”。
- 大滝栄一（出道时使用的艺名，為本名的常用汉字表记形式）
- 大滝詠一（艺名）
- イーチ大滝（DJ）
- 多羅尾伴内（编曲家、广告音乐作曲家、钢琴家、打击乐手、鼓手、作词家、作曲家，引用自1940年代片岡千惠藏所主演的著名懸疑電影系列角色名）
- ちぇるしぃ（编曲家）
- 笛吹銅次（录音工程师、母带处理工程师，从吉野金次、伊藤银次类推而来“铜次”的名字配合笛吹童子的姓所产生）
- RINKY O'HEN（编曲家，日语“臨機應變”的谐音）
- 多幸福（与电视剧相关人员的共用笔名）
- 南部半九郎（贝斯手，从漫画《タンクタンクロー》和美国歌手汉克・威廉斯而来）
- イーハトヴ・田五三九（鼓手）
- Jack Tones（多重录音合唱时候的一人合唱团名。名字来自日本乐团The King Tones和美国乐团Quin-tones、The Teen Queens）
  - 宿霧十軒（やどぎりじゅうけん）（男低音）
  - 我田引水（男中音）
  - ちぇるしぃ （第一男高音）
  - 金田一幸助 （第二男高音）
- 遠山“桜吹雪”金五郎（用于《お花見メレンゲ》（《NIAGARA CALENDAR》）的Vocal，名字諧仿自远山金四郎）
- 国定公園（用于《名月赤坂マンション》（《NIAGARA CALENDAR》）的Vocal，名字諧仿自国定忠治）
- 二宮損損（用于《座 読書》（《NIAGARA CALENDAR》）的Vocal、名字諧仿自二宫尊德）
- 坂本八（用于《お正月》（《NIAGARA CALENDAR》）的Vocal、名字諧仿自坂本九）
- トランク短井（用于《お正月》（《NIAGARA CALENDAR》）的Vocal、名字諧仿自法兰克永井）
- 厚家羅漢（评论家、解说家，日语里读音意为“满不在乎”）
- 鬼野盗作（用于“Niagara俳句友会（ナイアガラ俳句友の会）”）
- 馬耳東風（“让我们努力拥有值得信赖的耳朵吧会（信じられる耳を持つ努力をしよう会）”会长）
- 吉川詠一
- ヤング大滝（演唱ハナ肇とクレイジーキャッツ的《実年行進曲》时的名义）
- 桶二歌八（《邦子のアンアン小唄》的监制）
- ニークロ大滝（《恋のナックルボール　前田幸長 Ver.》中使用的艺名）

### 对流行音乐的研究
大泷对包括诸多表演艺术在内的各领域均有深刻见解，也以交友广闊著稱。尽管大瀧將研究流行音乐的發展脈絡當成毕生志業（其成果在平面媒體與广播節目中均有呈現，如“分母分子論”和“流行音乐传”），但他并不局限于此，他的研究以广泛领域中的“关联性”为基础。

### 对音乐界的影响
大泷对日本流行音乐产业产生了许多影响，例如：以音乐家主导取向的自有唱片品牌、将制作人加入唱片工作人員名單列表中、由专业音乐家创作广告歌曲、将卡拉OK版本加入单曲唱片等，在这些做法當中，有很大一部分日后都成为業界的标准。
此外，大泷对日本流行音乐也产生相当大的影响，有不少說法指出大瀧对山下达郎的一些作品、涩谷系音乐等都頗見影响力。

## 作品列表
* 仅列出原创专辑。 “NIAGARA TRIANGLE系列”、“NIAGARA CM SPECIAL系列”、《LET'S ONDO AGAIN》以及器乐专辑除外。
| 标题                             | 发售日          | 公信榜最高排名                 |
| Bellwood ⁄ KING                  | Bellwood ⁄ KING | Bellwood ⁄ KING                |
| -------------------------------- | --------------- | ------------------------------ |
| 大瀧詠一                         | 1972年11月25日  | 75位                           |
| NIAGARA ⁄ ELEC                   |                 |                                |
| NIAGARA MOON                     | 1975年5月30日   | 77位                           |
| NIAGARA ⁄ COLUMBIA               |                 |                                |
| GO! GO! NIAGARA                  | 1976年10月25日  | 41位                           |
| NIAGARA CALENDAR                 | 1977年12月25日  | 60位（1996年版，原版排名不明） |
| NIAGARA ⁄ CBS/SONY               |                 |                                |
| A LONG VACATION                  | 1981年3月21日   | 2位                            |
| EACH TIME                        | 1984年3月21日   | 1位                            |
| NIAGARA ⁄ Sony Music Labels Inc. |                 |                                |
| DEBUT AGAIN                      | 2016年3月21日   | 3位                            |

## 戲劇演出

### 电影
- 僕は天使ぢゃないよ（编剧、导演：あがた森魚，1974年）

## 监修影片
- クレージーキャッツ・デラックス（東宝，1984年）

## 获奖
- 第23届日本唱片大奖（1981年） - 最佳专辑奖《 A LONG VACATION 》
- 第56届日本唱片大奖（2014年） - 特别成就奖

## 家人
大泷咏一的女婿是音乐制作人、音乐评论家和伯特·巴卡拉克研究家坂口修。